# Zagórze Śląskie
Zagórze Śląskie (deutsch Kynau) ist ein Ort in der Landgemeinde Walim im Powiat Wałbrzyski der Woiwodschaft Niederschlesien in Polen. Es liegt sieben Kilometer nordwestlich von Walim (Wüstewaltersdorf).

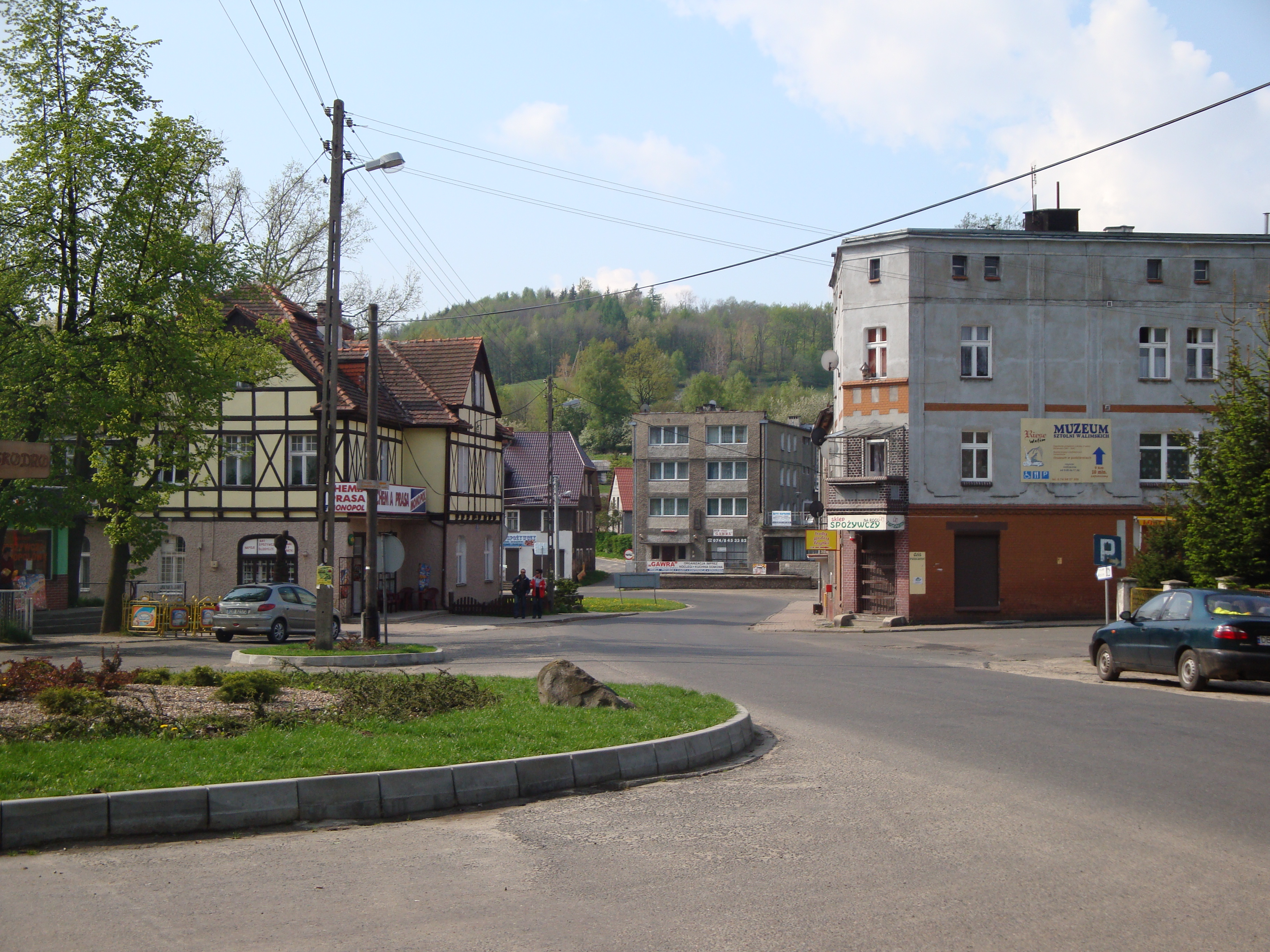
Zentrum des Dorfes

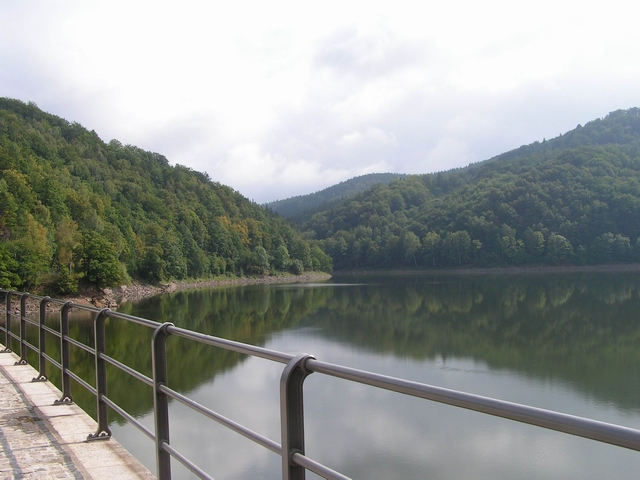
Schlesiertalsperre, nahe der Stadt

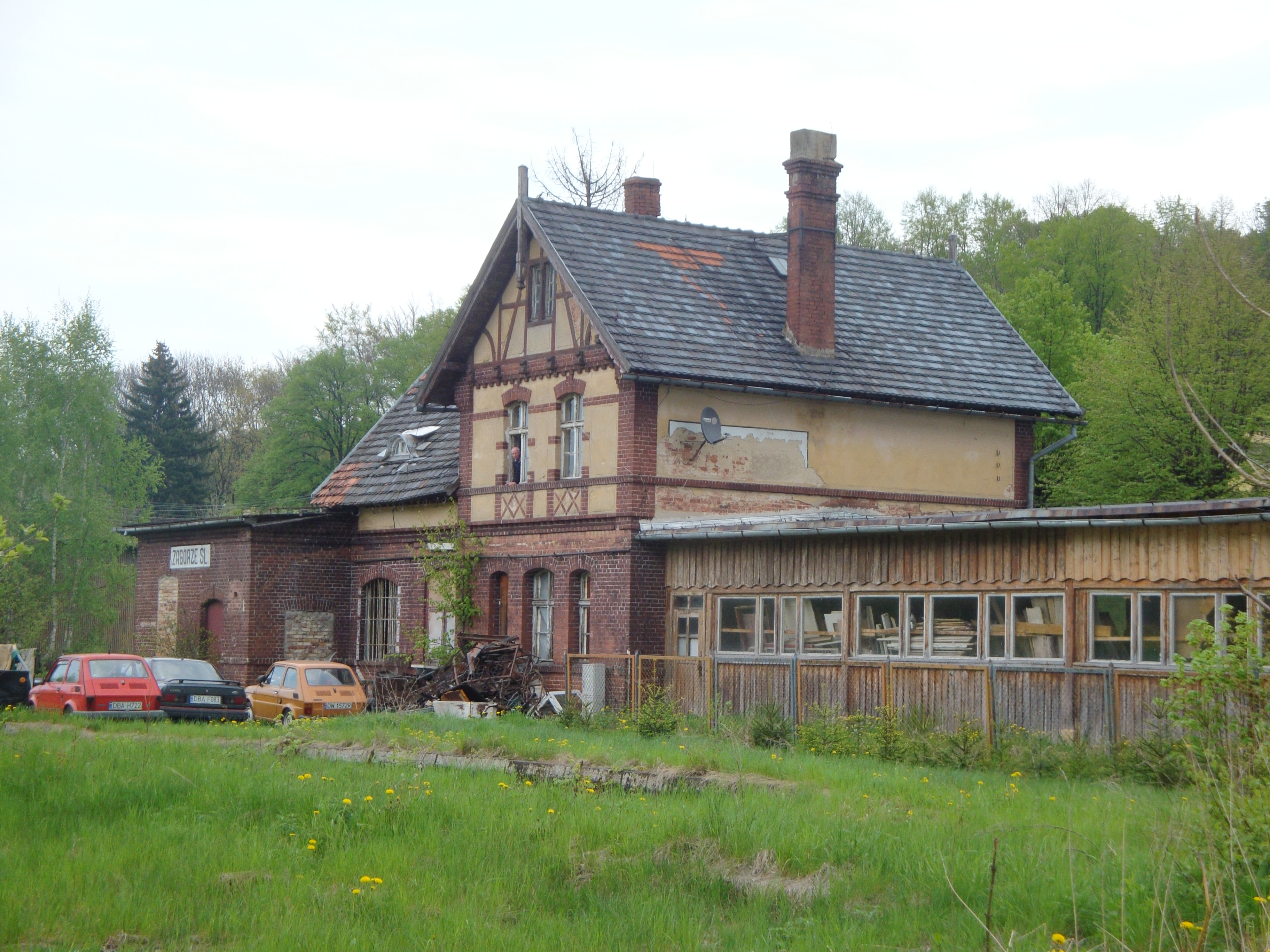
Ehemaliger Bahnhof

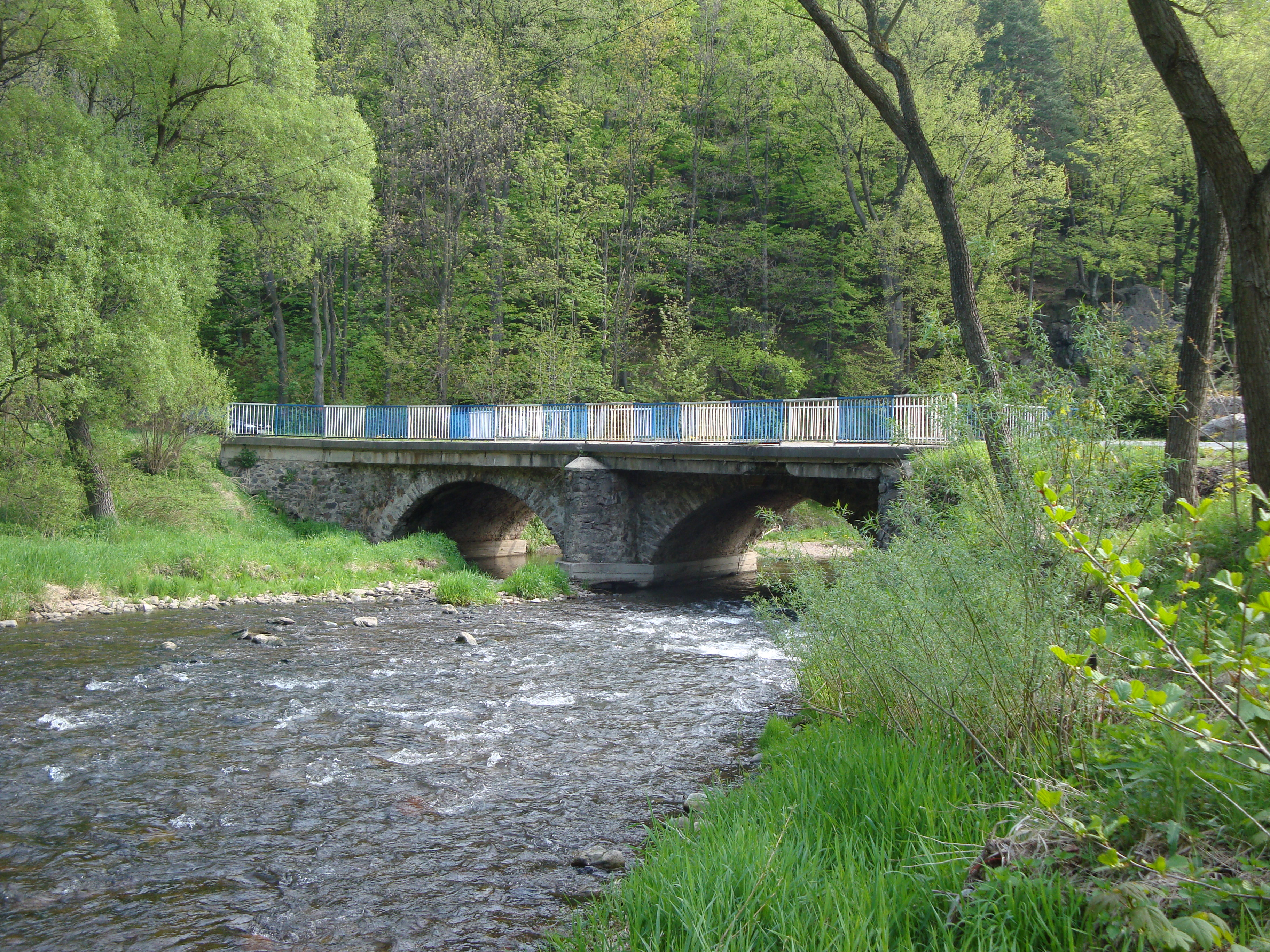
Steinerne Brücke

## Geographie
Zagórze Śląskie liegt im Norden des Eulengebirges. Nachbarorte sind Lubachów (Breitenhain), Bystrzyca Górna (Oberweistritz) und  Myślęcin (Schenkendorf) im Nordosten, Lutomia (Leutmannsdorf) im Osten, Michałkowa (Michelsdorf) und Mokrza (Mühlbach) im Südosten, Jugowice (Hausdorf) und Niedźwiedzica (Bärsdorf) im Süden, Jedlina-Zdrój (Bad Charlottenbrunn) im Südwesten, Wałbrzych (Waldenburg) im Westen sowie Dziećmorowice (Dittmannsdorf) und Nowa Wieska (Neudörfel) im Nordwesten. Nördlich liegt der Goldene Wald (Złoty Las), westlich erhebt sich die 590 m hohe Münsterhöhe (Klasztorzysko). Östlich liegt das Gebiet der Schlesiertalsperre (Jezioro Bystrzyckie).

## Geschichte
Kynau entstand um die Kynsburg, die Herzog Bolko I. zur Sicherung der Grenze gegenüber Böhmen errichtet hatte. Es gehörte zusammen mit Dittmannsdorf, Reußendorf, Seifersdorf, Hausdorf, Tannhausen, Jauernig und Schenkendorf zum Burgbezirk der Kynsburg. Der Burgbezirk war herzogliches Lehen und zunächst im Besitz des Burggrafen Kilian von Haugwitz, dem Peczko Eycke und danach die Herren Schoff folgten. Nachdem Kynau zusammen mit dem Herzogtum Schweidnitz 1368 an die Böhmen gefallen war, waren Burg und Burgbezirk ein Pfandbesitz der böhmisch-königlichen Landeshauptleute. Das waren u. a. die Herren von Reibnitz, von Mühlheim und Hermann von Czettritz († 1454), der hussitische Übergriffe verhindern konnte. 1535 gehörte Kynau dem Christoph von Hochberg auf Schloss Fürstenstein, 1545–1567 dem Matthias von Logau, dem sein Sohn Georg von Logau folgte. 1596–1601 war Fürst Michael von der Walachei Besitzer von Kynau und ab 1607 Graf Johann Georg von Hohenzollern, der auf der Kynsburg wohnte. Dessen Nachkommen bzw. die Seitenlinie der von Rochow eigneten Kynau bis 1679. Nach zahlreichen Besitzerwechseln folgten 1754 die Herren von Liers, die ihren Wohnsitz nach Dittmannsdorf verlegten. 
Nach dem Ersten Schlesischen Krieg 1742 fiel Kynau zusammen mit fast ganz Schlesien an Preußen. Nach der Neugliederung Preußens gehörte es seit 1815 zur Provinz Schlesien und war ab 1816 dem Landkreis Waldenburg eingegliedert, mit dem es bis 1945 verbunden blieb. 1819 wurde die Herrschaft Kynau zwangsversteigert. 1840 war sie im Besitz des Grafen Friedrich Burghard, ab 1855 gehörte sie der Familie von Zedlitz-Neukirch. Seit 1874 war die Landgemeinde Kynau Sitz des Amtsbezirks Kynau, zu dem die Landgemeinden Bärsdorf und Schenkendorf sowie der Gutsbezirk Kynau gehörten. Die Familie derer von Zedlitz-Neukirch versuchte, die Güter der vormaligen Herrschaft Kynau wieder zurückzukaufen und bemühte sich um den Ausbau der Burg. Mit dem Bau der Schlesiertalsperre 1912–1914 wurden Kynau und die Kynastburg ein beliebtes Ausflugsziel, so dass der Tourismus wirtschaftliche Bedeutung erlangte. 1937 erfolgte die Eingemeindung von Schenkendorf (Myśięcin) nach Kynau. 1939 wurden 645 Einwohner gezählt.
Als Folge des Zweiten Weltkriegs fiel Kynau 1945 mit dem größten Teil Schlesiens an Polen. Nachfolgend wurde es in Zagórze Śląskie umbenannt. Die deutsche Bevölkerung wurde, soweit sie nicht vorher geflohen war, weitgehend vertrieben. Die neu angesiedelten Bewohner waren teilweise Zwangsumgesiedelte aus Ostpolen, das an die Sowjetunion gefallen war.
1954 wurde Zagórze Śląskie zur stadtartigen Siedlung und 1961 zur Stadt erhoben. 1975 bis 1998 gehörte es Woiwodschaft Wałbrzych.

## Verkehr
Der Bahnhof des Ortes lag an der Bahnstrecke Wrocław–Jedlina-Zdrój.

## Sehenswürdigkeiten
- Kynsburg
- Die Kirche der Hl. Kreuzerhöhung entstand um 1500 und wurde 1866 umgebaut. Sie besitzt gotische Portale und Schnitzwerke aus dem 15. Jahrhundert. Altar und Kanzel stammen aus dem Ende des 17. Jahrhunderts.
- Schlossanlage aus dem 19. Jahrhundert mit Marstall, Park und Vorwerk
- Bahnhof von 1902
- Schlesiertalsperre

## Persönlichkeiten
- Robert von Zedlitz und Neukirch (1872–1937), Verwaltungsjurist
- Jacek Bławut (* 1950), Kameramann, Filmregisseur und Filmproduzent